# Бесарабівський ентомологічний заказник
Ентомологічний заказник «Бесара́бівський» — об'єкт природно-заповідного фонду Харківської області, ентомологічний заказник місцевого значення. 
Розташований біля села Бесарабівка Берестинського району. 
Загальна площа — 5,6 га. 
Заказник утворений рішенням № 562 Харківського обласного виконкому від 3 грудня 1984 року. 
У 2005 році було підписано охоронне зобов'язання, згідно з якими відповідальною за охорону була визначена Кегичівська районна державна адміністрація. У жовтні 2012 року стало питання щодо визначення нового охоронця, оскільки в зв'язку із обмеженим бюджетним фінансуванням районна державна адміністрація не може виконувати всі необхідні функції по охороні заказника. Відбулися зустрічі з Бессарабівським сільським головою, в ході яких з'ясовувалося питання щодо можливості взяття охоронного зобов'язання сільською радою, оскільки в місцевих бюджетах існують спеціальні фонди охорони довкілля, за рахунок яких і могли б проводитися охоронні заходи. У 2012 році це питання залишилось невирішеним.

## Опис
Заказник розташований на південний захід від села Бессарабівка, на правому березі річки Багата на схилах балки, де зберігся фрагмент степового ентомологічного комплексу, трофічно і топічно пов'язаного з цілинними рослинними асоціаціями. 
Тип рельєфу — рельєф складний, крутизна схилів — до 12°, експозиція ділянки південно-східна. 
Ґрунти — чорноземи звичайні змиті. 
Категорія земель — землі сільськогосподарського призначення — пасовища. 
Заказник «Бесарабівський» є одним із найцінніших у созологічному відношенні малих об'єктів природно-заповідного фонду Харківської області. 
Рослинність заказника представлена фрагментами справжніх степів із злаково-різнотравними угрупованнями, в яких домінують пирій повзучий, тонконіг вузьколистий (мятлик вузьколистий) (Poa angustifolia), типчак. 
Рідкісні рослинні угруповання, що занесені до Зеленої книги України та Зеленого списку Харківської області, — формації ковили Лессінга, ковили волосистої, ковили найкрасивішої та грудниці волохатої. 
В заказнику трапляється астрагал шерстистоквітковий, занесений до Європейського Червоного списку, а також представлені види рослин, що занесені до Червоного списку Харківської області: астрагал пухнастоцвітий, барвінок трав'янистий, кермечник татарський, півники карликові, шавлія поникла
В заказнику зберігаються цінні лікарські рослини: деревій майже звичайний (Achillea submillefolium), цикорій звичайний, подорожник ланцетолистий, подорожник великий, подорожник степовий (Plantago stepposa), полин австрійський (Artemisia austriaca). 
Основний об'єкт збереження — корисні комахи-запилювачі кормових та інших сільськогосподарських рослин: бджоли (евцери, галікти, андрени, меліти), джмелі, метелики. Заказник — місце поселення близько 20 видів корисних комах-запилювачів. 
До ентомофауни заказника належать рідкісні види комах, що занесені до Червоної книги України: джміль глинистий, джміль моховий, махаон, совка сокиркова. 
У заказнику мешкає рофітоїдес сірий (Rhophitoides canus), який був у Червоній книзі України, але вилучений з неї у 2009 році, бо популяція виду відновилась до безпечного рівня.

## Дослідження
Дослідження можливостей оптимізації мережі територій та об'єктів природно-заповідного фонду Харківської області дозволили зробити рекомендації доцільності розширення ентомологічного заказника «Бесарабівський». Заказник межує з природними територіями, де гарно збереглися рослинні угруповання. Ці нові території можуть мати наукове значення для подальшого заповідання і розширення існуючої площі заказника «Бесарабівський».

## Заповідний режим
Заказник створений з метою збереження місця поселення корисної ентомофауни та збільшення виробництва насіння еспарцета, люцерни та інших багаторічних трав. 
Завданнями заказника є:
- збереження та відновлення чисельності комах-запилювачів;
- підтримка загального екологічного балансу та забезпечення фонового моніторингу довкілля;
- проведення науково-дослідної та навчально-виховної роботи.

На території забороняється:
- проведення будь-якої господарської діяльності, яка може завдати шкоди заповідному об'єкту та порушити екологічну рівновагу;
- самочинна зміна меж, зміна охоронного режиму;
- будь-яке порушення ґрунтового покриву, видобування корисних копалин, будівництво, геологорозвідування, розорювання земель, забруднення території;
- меліоративні та будь-які інші роботи, що можуть привести до зміни гідрологічного режиму території заказника;
- знищення та зміна видового складу рослинності;
- заготівля лікарських рослин та технічної сировини;
- збір рідкісних та занесених до Червоної книги України видів рослин, їх квітів і плодів;
- використання хімічних речовин для боротьби зі шкідниками та хворобами рослин;
- зберігання на території заказника (та в двокілометровій зоні навкруги) всіх видів пестицидів та агрохімікатів;
- знищення та відлов всіх видів тварин, розорення гнізд, нір;
- організація місць відпочинку, розведення вогнищ;
- відвідування території заказника в період розмноження тварин і вигодівлі молоді (з травня до липня);
- прохід та проїзд автотранспорту через територію заказника поза межами доріг, стежок;
- надання земельних ділянок під забудову;
- інші види робіт, що можуть привести до порушення природних зв'язків та природних процесів, втрати наукової, господарської, естетичної цінності природного комплексу заказника.

Дозволяється на території заказника:
- систематичні спостереження за станом природного комплексу;
- проведення комплексних досліджень;
- проведення екологічної освітньо-виховної роботи.

Всі види природокористування на території заказника здійснюються за дозволами Державного управління екології та природних ресурсів в Харківській області.